# Rubén Glaria
Rubén Glaria (* 10. března 1948, Bella Vista) je bývalý argentinský fotbalista, obránce.

## Klubová kariéra
Hrál za argentinské kluby CA San Lorenzo de Almagro, Racing Club (Avellaneda) a Club Atlético Sarmiento. S týmem CA San Lorenzo de Almagro získal čtyřikrát argentinský ligový titul. V Poháru osvoboditelů nastoupil v 10 utkáních.

## Reprezentační kariéra
Za reprezentaci Argentiny nastoupil v letech 1973-1974 v 7 utkáních, byl členem argentinské reprezentace na Mistrovství světa ve fotbale 1974, kde nastoupil ve 3 utkáních.